# نادي الستاموني الرياضي
نادي الستاموني الرياضي  هو نادي رياضي مصري يقع بمحافظة الدقهلية بمدينة الستاموني. تأسس 1976. يلعب ضمن دوري الدرجة الرابعة بمنطقة الدقهلية.